# Світи без кінця (повість)
«Світи без кінця» (англ. Worlds Without End) — науково-фантастична повість Кліффорда Сімака, вперше опублікована журналом «Future Science Fiction» в грудні 1956 року.

## Сюжет
Нормана Блейна, керівника відділу Фабрикації гільдії Сновидінь, відвідала Люсінда Сайлон, працівниця гільдії Просвіти, і замовила «сон» на 500 років і «сновидіння» зі спокійним розміреним життям. Досвідченому Блейну вона здалася дивною, оскільки, зазвичай їхніми клієнтами були люди, які хворіли на невиліковну хворобу та надіялись на її лікування у майбутньому, чи ті, рідні яких вирушили у багаторічну космічну подорож, чи хоча б люди, яким хотілось пожити в майбутньому.
Гільдія Сновидінь ретельно перевіряла своїх клієнтів, щоб не втратити репутацію в бізнесі, де їй довіряли людське життя на такий тривалий термін.
У світі, де Гільдії боролись за політичну владу, це могло б призвести до закриття гільдії і взагалі — порушити рівновагу сил, яка заважала одній з гільдій узурпувати владу.
Гільдія переживала тимчасові труднощі, Джона Реймера — Керівника Архіву, третю людину в гільдії після Голови та Шефа Безпеки, звинуватили в несанкціонованому доступі до даних клієнтів і готувались звільнити. Блейн був у списку претендентів на цю посаду, хоча і в самому кінці.
Після зустрічі з Люсіндою та працівниками, які мали створити сюжет її сновидіння, Блейн був викликаний в кабінет Голови гільдії Лео Гізі, де застав його вже мертвим.
На столі був щойно підписаний покійником наказ про призначення Блейна Керівником Архіву.
Блейн сховав наказ і викликав Шефа Безпеки гільдії Пола Феріса.
Щоб відвести від себе можливі підозри, Блейн повідомив, що отримав наказ про підвищення ще з ранковою поштою.
Феріса не здивувала смерть Гізі, він заявив Блейну, що причиною є самогубство і запросив його до себе додому ввечері обговорити недавні події.
На стоянці Блейну довелось втікати від активіста руху за заборону «сновидінь», який вважав їх способом уникати реальних проблем і проживати вигадане життя.
Це викликало обурення у відданого Гільдії Блейна.
Він тішився роботою із Мірт — суперкомп'ютером Гільдії, який по заданих фактах створював яскраві і неповторні кількасотрічні сни.
І пишався якістю своєї роботи, яка могла конкурувати з гільдією Розваг.
Його невелика гільдія, як і всі, була представлена у Виконавчому Комітеті Гільдій, але на відміну від великих гільдій, таких як Транспорт чи Зв'язок, не боролась за владу, а служила людям.
Коли Блейн приїхав додому, з його машини вибрався «розморожений» професор соціології Спенсер Колінз і взяв Блейна в заручники. Професор був розбуджений після 500-річного сну і втік із відділу Адаптації. Він розповів, що замовлене ним сновидіння про життя з вільним часом для роздумів було підмінене 500-річним лінійним життям у відмінному людському суспільстві, де не існувало рушійних сил побудованих на вигоді.
Блейн поїхав уночі на своє нове місце роботи в Архів, щоб переглянути недавно замовлене сновидіння про сафарі і виявив, що воно підмінене життям у непривітному бідному і відсталому суспільстві.
Тоді він вирішив повідомити про небезпеку Люсінду, але вона відповіла, що знає про підміни, але не відмовиться від свого плану.
Коли Блейн повернувся додому, його зустріла наречена Гарієт, і повідомила, що його гостя викрала охорона Гільдії. Блейн обмовився їй про «розмороженого», і віддана гільдії Зв'язку Герієт, поспішила готувати статтю про зловживання гільдії Сновидінь.
Знаючи, що Люсінда і Спенсер належать до Просвіти, з якої колись виокремили Сновидіння, Блейн запідозрив їх у дискредитації Сновидінь і поспішив до Феріса поділитися здогадкою, щоб встигнути запобігти дискредитації Гільдії.
Ферісу сподобалась ідея звинуватити Просвіту, і вважаючи Блейна своїм спільником, він розповів про 700-річний план Сновидінь з підготовки до захоплення влади.
Сюжети сновидінь підмінялись даними про різні стартові умови розвитку суспільства, використовуючи які Мірт будувала життя людини як частини суспільства і працівники Архіву записували це.
Отримані варіанти моделювали гіпотетичні реальності, в яких відбувались несподівані тенденції, викликані обставинами і фактами, які не можна було передбачити.
Були накопичені мільйони факторів, що впливають на розвиток тисяч різних цивілізацій. Записана історія, якої не було, могла бути і можливо ще настане.
Це давало виключну перевагу Сновидінням для захоплення влади. Вони отримали козирі у всіх областях, і могли застосувати будь-який трюк в економіці, політиці, соціології, філософії і психології.
А Гізі прибрали, бо він зрадив їх.
Блейн вбиває Феріса і втікає від охорони, йому несподівано допомагають Люсінда, Колінз та активіст руху проти «сновидінь».
Люсінда розкриває, що працює на розвідку Просвіти і навмисно вибрала ідеаліста Блейна, щоб розхитати ситуацію. Тепер в них є Колінз — перший свідок зловживань Сновидінь.
Ображений Блейн залишає їх, він переховується від охорони Гільдії. Герієт не вірить йому і відмовляється допомогти.
Він наважується проникнути в будівлю Гільдії. Люсінда проводить його через таємний хід. Там їх зустрічають роботи та Рімер, які віддані Гільдії і визнають Блейна тимчасовим Головою.
Блейн оприлюднює наявність у Гільдії записів експериментів з вивчення паралельних цивілізацій.
Він рятує честь Гільдії, поховавши її плани на отримання влади.